# Nguyễn Háo Vĩnh

Trương Duy Toản (trái) và Nguyễn Háo Vĩnh (phải)

Nguyễn Háo Vĩnh (1893–1941), hiệu Hốt Tất Liệt (lấy tên con trai làm hiệu); là nhà báo, nhà văn và là một doanh nhân Việt Nam ở nửa đầu thế kỷ 20.

## Tiểu sử
Nguyễn Háo Vĩnh sinh ngày 19 tháng 12 năm 1893 (Quý Tỵ) tại làng Bình Đức, tỉnh Long Xuyên (nay thuộc phường Bình Đức, thành phố Long Xuyên, tỉnh An Giang).
Cha ông là Nguyễn Háo Văn, là một thành viên đắc lực của phong trào Minh Tân, và là một trong số thành viên sáng lập Minh Tân khách sạn ở Mỹ Tho.
Thời trẻ, ông học trường Chasseloup-Laubat. (Trường Trung học phổ thông Lê Quý Đôn, Thành phố Hồ Chí Minh hiện nay). Sau khi tốt nghiệp trung học, Nguyễn Háo Vĩnh cùng nhiều học sinh khác được hội Minh Tân cử sang học ở Nhật Bản vào năm 1905.
Trong bài Nguyễn Háo Vĩnh – chiến sĩ phong trào Đông du, tác giả là Phan Lương Minh viết:
Người đầu tiên được hội Minh Tân cử đi học là Nguyễn Háo Vĩnh – một thanh niên nhanh nhẹn, hoạt bát, lại có óc tiến bộ luôn tỏ ra bất khuất trước thực dân.
Tháng 9 năm 1908, theo hiệp ước Pháp-Nhật, nhà cầm quyền Nhật không cho các nhà cách mạng và lưu học sinh người Việt cư trú nữa; vì vậy, Nguyễn Háo Vĩnh được cha đưa sang Hương Cảng (Hồng Kông) học ở trường St. Joseph's College, Hong Kong.
Tốt nghiệp, ông sang Luân Đôn (Anh) để gặp Kỳ Ngoại hầu Cường Để, rồi trở về nước và được Trần Chánh Chiếu giao quyền điều hành xưởng hộp quẹt của Minh Tân công nghệ xã ở Mỹ Tho. Sau, ông còn mở hãng xà bông Con Rồng và làm dầu măng...
Năm 1916, Nguyễn Háo Vĩnh bị bắt tại Hương Cảng khi đang hoạt động cách mạng. Ông bị áp giải về Nam Kỳ, rồi bị toà án thực dân ở Sài Gòn kết án tử hình, nhưng được Tổng thống Pháp ân xá.
Ra tù, ông về sống với cha ở Cần Thơ. Vào khoảng năm 1922- 1923, nhờ Thanh tra chính trị sự vụ tại phủ Toàn quyền là Louis Marty đỡ đầu, Nguyễn Háo Vĩnh về Sài Gòn (cư ngụ ở Gò Vấp) làm báo, làm chủ Nhà in Xưa Nay, làm Chủ bút Hoàn cầu tân báo và Nam Kỳ kinh tế báo.
Với bút danh Hốt Tất Liệt, ông từng bút chiến với Phạm Quỳnh, cho rằng ông Quỳnh đã sử dụng chữ Hán quá nhiều trong văn chương Quốc ngữ, và đả kích Lê Hoằng Mưu vì viết "dâm thư" Hà Hương phong nguyệt trên Nam Kỳ kinh tế báo.
Nguyễn Háo Vĩnh mất ngày 11 tháng 8 năm 1941 (Tân Tỵ) tại Gò Vấp (Gia Định) lúc 48 tuổi. Ông được liệm và chôn cất theo nghi thức của đạo Cao Đài Chiếu Minh Tam Thanh. Mộ phần hình lục giác có dạng cái tháp tại đàn Trước Tiết Tàng Thơ ở Thủ Thiêm, Thủ Đức.
Em ruột ông là Nguyễn Háo Đàng cũng là một nhân vật chống Pháp có tiếng ở Sài Gòn.

## Tác phẩm
Các tác phẩm của Nguyễn Háo Vĩnh:
Trình bày tóm lược 4 vở kịch của W. Shakespeare (1926), gồm:
- Chú lái buôn thành Venice
- Thái tử Hamlet
- Roméo Juliet
- Vậy thì vậy (Asyon like)

Các thể loại khác:
- Chuyện vạn quốc (1924)
- Anh hùng hào kiệt của thành Roma ngày xưa (1928): Giới thiệu các chí sĩ cách mạng hồi thế kỷ 19 của nước Italia (Ý).
- Càn khôn Lý học sơ giải (Giải thích sơ lược lý học về trời đất)
- Đại Nam Quốc sử diễn ca: Phiên âm chú giải thiên sử ca của Phan Đình Toái, Lê Ngô Cát ra chữ Quốc ngữ.
- Cách vật trí tri I, II (1918): Đây là một cuốn khoa học thường thức phổ thông viết bằng chữ Quốc ngữ có lẽ sớm nhất trong loại sách giáo khoa trong nhà trường khi chữ Quốc ngữ dùng trong các trường tiểu học. Sách được giải thưởng của Hội Khuyến học Nam Kỳ năm 1922.

Theo lời ghi ở đầu sách, thì đây là một công trình khó nhọc và tâm huyết của ông. Lời ấy như sau::Lời kính dưng cho dân Annam, cho trẻ con Annam những công trình khó nhọc của một người Annam.
Và trong Lời nói đầu, tác giả cũng đã nhấn mạnh rằng:
Nói tắt một điều: từ khi mới biết đọc chữ Quốc ngữ cho tới khi tốt nghiệp tiểu học, trẻ con bất luận là trai hay gái, đều học được sự hữu ích luôn luôn. Này! Những người lão thành cũng sẽ thấy trong bộ sách này những điều có ích đáng coi.
Lòng ta quyết dạy bảo trẻ con và mở mang dân trí nên mới có bộ sách này ra. Ấy vậy, mấy thầy giáo, mấy cô giáo và những người có lòng thương con em An Nam cùng những người có chí mở mang dân trí hãy lấy lòng rộng rãi hiệp sức cùng ta mà rải bộ sách rất nên có ích này khắp mọi nơi có người Annam ta ở. Ấy là một cái công đức rất nên to tát đối với quốc dân.

## Ghi nhận công lao
Nguyễn Háo Vĩnh là người có công trong việc chấn hưng ngành xuất bản sách ở Nam Kỳ  và là một trong những tác giả có công giới thiệu tác phẩm văn chương phương Tây với độc giả Việt Nam hồi đầu thế kỷ 20.